# Орге, Гизем
Хатидже-Гизем Орге (тур. Hatice-Gizem Örge; род. 26 апреля 1993, Анкара, Турция) — турецкая волейболистка, либеро.

## Биография
Волейбольная карьера Орге началась в 13-летнем возрасте в молодёжной команде «Анкара Эджзаджи», за которую волейболистка выступала до 2008 года, после чего перешла в «Нилюфер» из Бурсы, дебютировав в его составе в главном дивизионе чемпионате Турции. С 2013 — игрок стамбульского «Вакыфбанка», за который выступала на протяжении 8 сезонов, став за это время 5-кратной чемпионкой Турции, 3-кратным обладателем Кубка и 3-кратным — Суперкубка страны, двукратной чемпионкой мира среди клубов и двукратным победителем Лиги чемпионов ЕКВ. В 2021 заключила контракт с ВК «Фенербахче».
В 2008—2009 выступала за юниорскую и молодёжную сборные Турции. В 2012 году дебютировала в главной национальной сборной страны, приняв участие в Евролиге, но в этом турнире турчанки выступали не основным составом, поэтому фактический дебют волейболистки в сборной Турции прошёл двумя годами позже — в Евролиге (золотая медаль) и Гран-при. В национальной команде Орге выступала с перерывами и лишь в 2023 году стала основным игроком либеро в сборной и была признана лучшим игроком своего амплуа на двух победных турнирах сборной Турции того года — Лиге наций и чемпионате Европы.  

### Клубная карьера
- 2006—2008 —  «Анкара Эджзаджи» (Анкара) — молодёжная команда;
- 2008—2013 —  «Нилюфер» (Бурса);
- 2013—2021 —  «Вакыфбанк» (Стамбул);
- с 2021 —  «Фенербахче» (Стамбул).

## Достижения

### С клубами
- 7-кратная чемпионка Турции — 2014, 2016, 2018, 2019, 2021, 2023, 2024;
  - 3-кратный серебряный (2015, 2022, 2025) и бронзовый (2017) призёр чемпионата Турции.
- 5-кратный победитель розыгрышей Кубка Турции — 2014, 2018, 2021, 2024, 2025;
  - 3-кратный серебряный призёр Кубка Турции — 2015, 2022, 2023.
- 3-кратный обладатель Суперкубка Турции — 2014, 2017, 2022.

- двукратный победитель Лиги чемпионов ЕКВ — 2017, 2018;
  - двукратный серебряный (2016, 2021) и бронзовый (2015) призёр Лиги чемпионов ЕКВ.
- двукратная чемпионка мира среди клубных команд — 2017, 2018;
  - 3-кратный бронзовый призёр клубных чемпионатов мира — 2016, 2019, 2021.

### Со сборными Турции
- победитель Лиги наций 2023;
- серебряный призёр Лиги наций 2018.
- чемпионка Европы 2023;
  - бронзовый призёр чемпионата Европы 2017.
- победитель розыгрыша Евролиги 2014.
- серебряный призёр чемпионата мира среди старших молодёжных команд 2015.

### Индивидуальные
- 2015: лучшая либеро чемпионата Турции.
- 2015: лучшая либеро чемпионата мира среди старших молодёжных команд.
- 2016: лучшая либеро чемпионата Турции.
- 2016: лучшая либеро Лига чемпионов ЕКВ.
- 2018: лучшая либеро чемпионата Турции.
- 2018: лучшая либеро Лига чемпионов ЕКВ.
- 2018: лучшая либеро клубного чемпионата мира.
- 2019: лучшая либеро чемпионата Турции.
- 2022: лучшая либеро чемпионата Турции.
- 2023: лучшая либеро чемпионата Турции.
- 2023: лучшая либеро Лиги наций.
- 2023: лучшая либеро чемпионата Европы.